# NGC 7358
NGC 7358 في الفهرس العام الجديد، هي مجرة، تقع في كوكبة الطوقان. اكتشفت في 20 يوليو 1835 بواسطة جون هيرشل.

## روابط خارجية
- NGC 7358 على موقع ويكي سكاي: DSS2, SDSS, GALEX, IRAS, Hydrogen α, X-Ray, Astrophoto, Sky Map, Articles and images